# Пономарёв, Александр Михайлович (политик)
Александр Михайлович Пономарёв (1 мая 1945 — 2 февраля 2020, Москва) — российский политический деятель. Депутат Государственной Думы второго созыва (1995—1999).

## Биография
Окончил Университет Дружбы народов им. Патриса Лумумбы, аспирантуру, кандидат философских наук.
С июня 1994 года по декабрь 1995 года — депутат Череповецкой городской Думы. Депутат Государственной Думы Федерального Собрания РФ второго созыва (1995—1999), был членом фракции КПРФ, членом Комитета по международным делам. Являлся советником Уполномоченного по правам человека в Российской Федерации.
2 февраля 2020 года скончался.